# Fondation québécoise du cancer
 (décembre 2020).
Si vous disposez d'ouvrages ou d'articles de référence ou si vous connaissez des sites web de qualité traitant du thème abordé ici, merci de compléter l'article en donnant les références utiles à sa vérifiabilité et en les liant à la section « Notes et références ».
La Fondation québécoise du cancer (anglais : Quebec Cancer Foundation) est un organisme québécois qui a pour but d'améliorer les soins offerts aux Québécois et Québécoises atteints du cancer, d'améliorer la qualité de vie des personnes atteintes de cancer et celle de leurs proches, ainsi que de sensibiliser la population sur la lutte contre le cancer au Québec. Cette fondation est aujourd’hui présente à Montréal, Québec, Sherbrooke, Gatineau et Trois-Rivières. La Fondation québécoise du cancer est membre de l’Union internationale contre le cancer) et de la Coalition priorité cancer au Québec.

## Histoire
La Fondation a été fondée en 1979 par les docteurs Michel Gélinas, Pierre Audet-Lapointe, Yvan Méthot, Maurice Falardeau et Pierre Band. Les cofondateurs avaient pour but de diminuer l'écart entre les soins prodigués aux patients atteints du cancer au Québec et ceux offerts ailleurs au Canada et à l'étranger, alors que le cancer n'était pas encore reconnu comme une priorité par le corps médical au Québec.